# Senhor do Bonfim

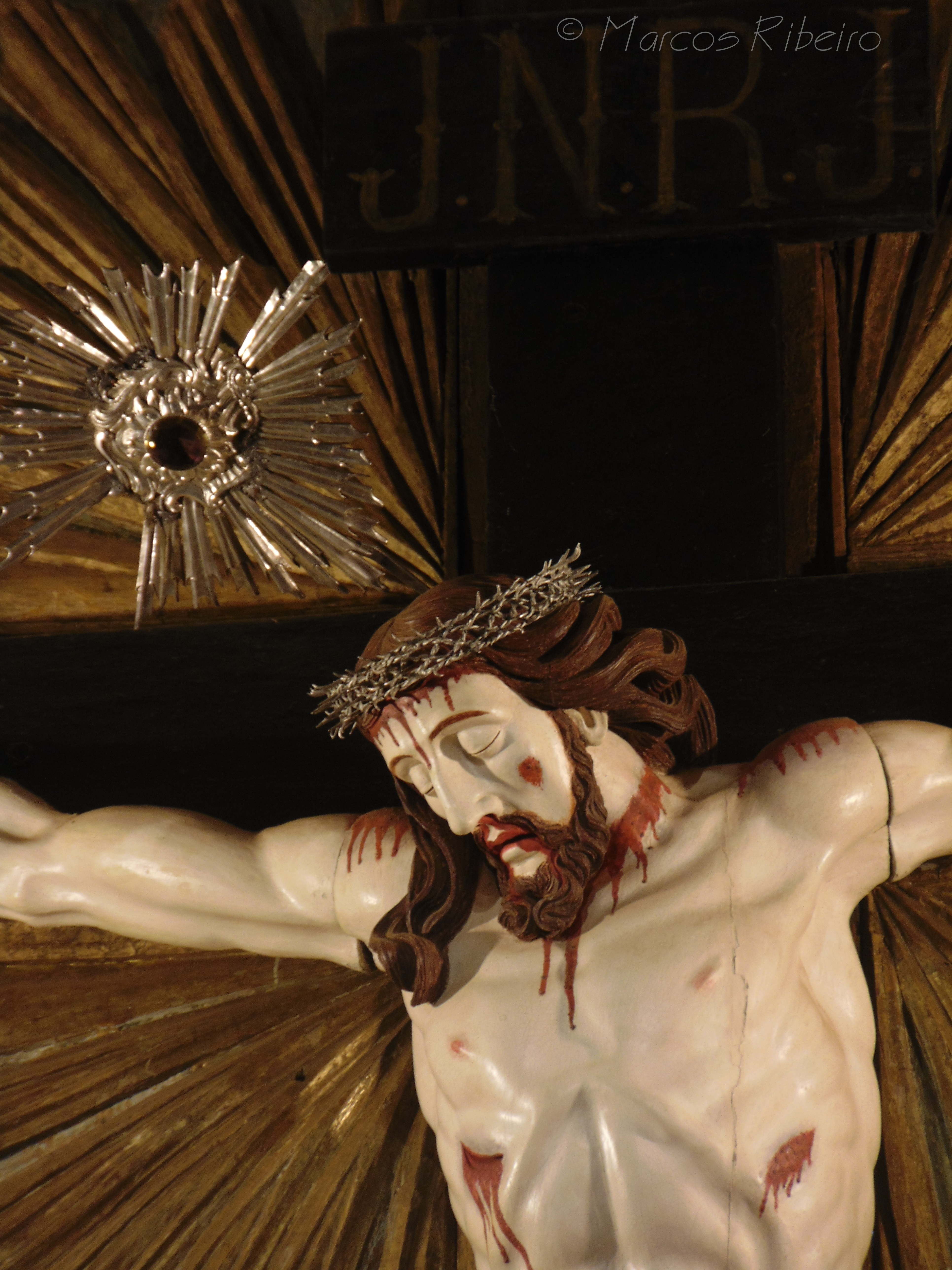
Imagem do Senhor do Bonfim, peça barroca do século XVIII, padroeiro da Igreja do Bonfim de Pirenópolis.

Senhor do Bonfim, segundo a devoção católica, é uma figuração de Jesus Cristo em que este é adorado na visão de sua morte.

## Devoção
O Senhor do Bonfim não é o padroeiro do estado da Bahia, mas a sua devoção (muito grande e difundida) é a principal do Estado, particularmente da cidade de Salvador. A Igreja do Senhor do Bonfim é um dos mais importantes monumentos arquitetônicos de Salvador, além de palco para uma das principais festas religiosas do lugar, que ocorre sempre no mês de janeiro.
Em 1923, por razão das comemorações da Independência da Bahia, foi composto o Hino ao Senhor do Bonfim. Um dos mais conhecidos do Estado ao lado do Hino da Bahia.
Ibirajá distrito de Itanhém. Padroeiro Senhor do Bonfim e deu origem a este povoado.
A cidade de Piritiba localizada à região da Chapada Diamantina, na região Centro-Norte do estado da Bahia, no Brasil. Encontrando-se a 316 quilômetros de Salvador, tem como padroeiro Senhor do Bonfim (que, como Salvador, celebra o Senhor do Bonfim no mês de janeiro). 
É padroeiro de outras localidades, como na cidade de Senhor do Bonfim, na Bahia (que, como Salvador, celebra o Senhor do Bonfim no mês de janeiro), e a cidade mineira de Bocaiuva; lá, a festa acontece na segunda semana do mês de julho. Na cidade alagoana de Viçosa, a festa é realizada no dia 2 de fevereiro. No Povoado Pururuca na cidade de Lagarto em Sergipe a festa inicia-se no final de janeiro e finaliza-se no dia 2 de fevereiro, sendo 10 dias de adoração. Na cidade paraibana de Pitimbu, a festa é realizada no último fim de semana de janeiro. Já na histórica cidade de Bonfim em Minas Gerais,a festa acontece no dia 15 de agosto. É padroeiro também na cidade de Silvânia, no interior de Goiás e sua festa é celebrada no dia 14 de setembro.

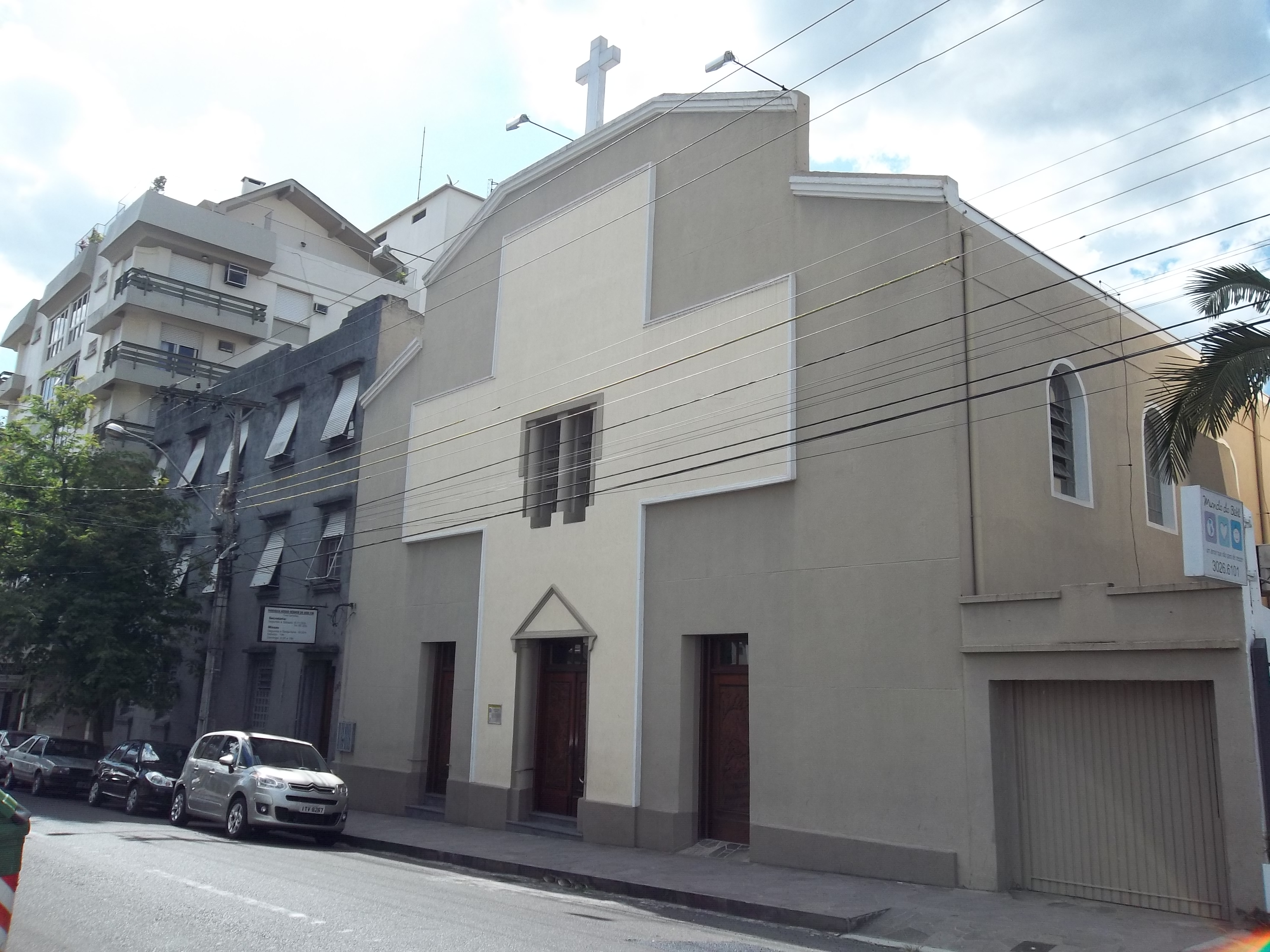
Igreja e paróquia Nosso Senhor do Bom Fim. Bonfim, Santa Maria / RS, Brasil.

 O distrito de Jaguarão, município de Jacinto / MG também tem o Senhor do Bonfim como padroeiro e celebra a sua festa no dia 06 de agosto, coincidindo com a festa do Senhor Bom Jesus.
É padroeiro também da cidade de  Crateús, interior do estado do Ceará. Sendo sua festa celebrada durante todo final de Dezembro, finalizando em primeiro de Janeiro, Reunindo fiéis de diversas regiões do Brasil.  